# Xã Broomfield, Michigan
Xã Broomfield (tiếng Anh: Broomfield Township) là một xã thuộc quận Isabella, tiểu bang Michigan, Hoa Kỳ. Năm 2010, dân số của xã này là 1.849 người.